# 羽咋市立邑知中学校
羽咋市立邑知中学校（はくいしりつ おうちちゅうがっこう）は、石川県羽咋市にある市立中学校。

## 沿革
- 1985年（昭和60年）4月1日 - 創立

## 通学区域
飯山町、宇土野町、白瀬町、上白瀬町、白石町、福水町、中川町、神子原町、千石町、菅池町、千代町、垣内田町、四町、上江町、千田町、円井町、本江町、尾長町、志々見町、堀替新町、菱分町、酒井町、四柳町、大町、金丸出町、下曽袮町